# Redburga
Redburga, född okänt år, död på 800-talet, var drottning av Wessex, gift med kung Egbert av Wessex. 
Redburga anges som Egberts fru i ett dokument från senmedeltiden. Hon beskrivs där som "syster till frankernas kung", vilket dock i själva verket är en vag benämning som kan betyda både syster och svägerska till Karl den store. Ett förslag är att Karl den store arrangerade äktenskapet mellan Redburga och Egbert omkring år 800, då Egbert levde i exil i Frankrike, och att Redburga följde honom då han vände tillbaka till England 802. Redburgas familjeförhållanden är dock fortsatt obekräftade.  